# Francisco Claver

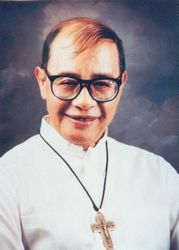
Francisco Claver

Francisco F. Claver SJ (* 20. Januar 1929 in Bontoc, Philippinen; † 1. Juli 2010 in Manila) war römisch-katholischer Bischof auf den Philippinen. Er galt als eine herausragende Persönlichkeit in der katholischen Kirche Asiens.

## Leben
Francisco Claver wurde in eine Familie aus dem indigenen Volk der Igorot geboren und wuchs im Bergland der Provinz Lalawigang Bulubundukin auf. 1948 trat er in Quezon City der Ordensgemeinschaft der Jesuiten bei, studierte am Priesterseminar in Baguio City, Philosophie am St. Berchmans College in Changanassery (Indien) und Theologie am Woodstock College bei Baltimore (USA). An der University of Colorado at Boulder (USA) wurde er im Fach Anthropologie promoviert. Er empfing am 18. Juni 1961 die Priesterweihe in Woodstock, Maryland (USA).
Papst Paul VI. ernannte Claver 1969 durch zum Titularbischof von Nationa und bestellte ihn zum ersten Prälaten der Prälatur Malaybalay. Die Bischofsweihe spendete ihm am 22. August 1969 in Baguio City Erzbischof Carmine Rocco, Nuntius auf den Philippinen; Mitkonsekratoren waren Teofilo Camomot Bastida, Koadjutor-Erzbischof in Cagayan de Oro, und William Brasseur CICM, Apostolischer Vikar in der Mountain Province. Mit der Erhebung der Prälatur zum Bistum Malaybalay 1982 wurde er durch Papst Johannes Paul II. zum ersten Bischof bestellt. Seine Zeit als Bischof von Malaybalay war geprägt von der wechselseitigen Gewalt der kommunistischen New People’s Army (NPA) einerseits und des Militärs im Dienst des Diktators Ferdinand Marcos andererseits. Claver rief zur Gewaltlosigkeit auf und wurde daraufhin von beiden Seiten bedroht. Über einen Rundfunksender in Malaybalay setzte er sich für die Wahrung der Menschenrechte ein und machte die Verbrechen beider Seiten bekannt. Als die Behörden 1976 den Sender schließen ließen, schrieb er allwöchentlich einen Brief an die Gemeinden der Prälatur, ließ ihn vervielfältigen und in den Gottesdiensten vorlesen.
1984 legte Claver sein Bischofsamt nieder, war jedoch weiterhin Mitglied der philippinischen Bischofskonferenz (CBCP), zunächst als Direktor des National Secretariate for Social Action (NASSA), dann als Leiter der Bischöflichen Kommission für indigene Filipinos. Er war maßgeblich daran beteiligt, dass sich die CBCP – ungeachtet der Vorbehalte der römischen Kurie – dazu entschloss, die EDSA-Revolution zu unterstützen, und dass sie zum „aktiven Widerstand gegen das Übel mit friedlichen Mitteln“ aufrief.
1995 wurde Claver zum Apostolischen Vikar von Bontoc-Lagawe in seiner Heimatprovinz ernannt. 2004 wurde seinem altersbedingten Ruhestandsgesuch stattgegeben.
Claver war von 1973 bis 1979 Mitglied im Päpstlichen Rat für den Dialog mit den Nichtglaubenden in Rom und von 1974 bis 1978 Vorsitzender der Bischöflichen Kommission für Nichtgläubige der CBCP. Von 1995 bis 1999 war er Vorsitzender der Kommission für Soziales, Gerechtigkeit und Frieden der CBCP.
1984 wurde er außerordentliches Mitglied des Instituts für Kirche und Soziales. Er war ständiger Gastprofessor am East Asian Pastoral Institute in Quezon City, einem Institut der Ateneo de Manila University. Außerdem war er Sekretär des Apostolats der Jesuiten in Ostasien und Ozeanien.
Francisco Claver galt als einer der „intellektuellen Köpfe“ in den Reihen der Bischöfe der katholischen Kirche in Asien.